# Бранево (гмина)
Бранево (пол. Braniewo) — сельская гмина (волость) в Польше, входит как административная единица в Браневский повят, Варминьско-Мазурское воеводство. Население — 6144 человека (на 2018 год).

## Демография
Данные по переписи 2018 года:
| Перепись  | Всего   | Всего | Женщины | Женщины | Мужчины | Мужчины |
| --------- | ------- | ----- | ------- | ------- | ------- | ------- |
| Единицы   | человек | %     | человек | %       | человек | %       |
| Население | 6144    | 100   | 2979    | 48,5    | 3165    | 51,5    |

## Соседние гмины
1. Бранево
2. Гмина Фромборк
3. Гмина Лельково
4. Гмина Пененжно
5. Гмина Плоскиня